# Limnodrilus tortilipenis
Limnodrilus tortilipenis är en ringmaskart som beskrevs av Wetzel 1987. Limnodrilus tortilipenis ingår i släktet Limnodrilus och familjen glattmaskar. Inga underarter finns listade i Catalogue of Life.